# Liste der Monuments historiques in Aroz
Die Liste der Monuments historiques in Aroz führt die Monuments historiques in der französischen Gemeinde Aroz auf.

## Liste der Immobilien
| Bezeichnung   | Beschreibung                                                        | Standort                     | Kennzeichnung | Schutzstatus | Datum | Bild           |
| ------------- | ------------------------------------------------------------------- | ---------------------------- | ------------- | ------------ | ----- | -------------- |
| Pierre percée | Zugangsplatte eines jungsteinzeitlichen Galeriegrabs mit Seelenloch | nordöstlich des Ortes (Lage) | PA00102112    | Classé       | 1921  | weitere Bilder |

## Liste der Objekte
| Bezeichnung                                                             | Beschreibung                                                                                                 | Standort                        | Kennzeichnung | Schutzstatus | Datum | Bild |
| ----------------------------------------------------------------------- | --- | ------------------------------- | ------------- | ------------ | ----- | ---- |
| Gedenktafel an den Bau einer Kapelle                                    | Stein, bezeichnet 1636                                                                                       | in der Kirche St-Maurice (Lage) | PM70000048    | Classé       | 1912  |      |
| Kelch                                                                   | Silber, vergoldet, gemarkt 1753, Goldschmied Dominique Roch                                                  | in der Kirche St-Maurice (Lage) | PM70000051    | Classé       | 1965  |      |
| Monstranz                                                               | Silber, gemarkt 1752, Goldschmied Pierre-François Grandguillaume                                             | in der Kirche St-Maurice (Lage) | PM70000052    | Classé       | 1965  |      |
| Ziborium                                                                | Silber, gemarkt 1752, Goldschmied Pierre-François Grandguillaume                                             | in der Kirche St-Maurice (Lage) | PM70000053    | Classé       | 1965  |      |
| Hauptaltar                                                              | Retabel und Gemälde; Holz, farbig gefasst, Ölfarbe auf Leinwand, 18. Jahrhundert; das Gemälde 2013 gestohlen | in der Kirche St-Maurice (Lage) | PM70000055    | Classé       | 1974  |      |
| Grabstein für Louise d’Achey, Claude de Beaujeu und ihren Sohn François | Stein, bezeichnet 1521 und 1559                                                                              | in der Kirche St-Maurice (Lage) | PM70000049    | Classé       | 1912  |      |
| Grabstein für Pierre II. de Beaujeu und Catherine de Chevigney          | Stein, bezeichnet 1539 und 1552                                                                              | in der Kirche St-Maurice (Lage) | PM70000050    | Classé       | 1912  |      |
| Kästchen für Salböl                                                     | Silber, Ende des 18. Jahrhunderts                                                                            | in der Kirche St-Maurice (Lage) | PM70000054    | Classé       | 1965  |      |
| Beichtstuhl                                                             | Holz, 18. Jahrhundert                                                                                        | in der Kirche St-Maurice (Lage) | PM70000056    | Classé       | 1975  |      |
| Ampulle für Salböl                                                      | Silber, gemarkt 1787                                                                                         | in der Kirche St-Maurice (Lage) | PM70000057    | Classé       | 1987  |      |
| Liturgische Gewänder                                                    | zwei Dalmatiken und ein Manipel; Seide, bestickt, um 1800                                                    | in der Kirche St-Maurice (Lage) | PM70001821    | Classé       | 1999  |      |
| Kruzifix                                                                | Holz, 17. oder 18. Jahrhundert                                                                               | in der Kirche St-Maurice (Lage) | PM70001949    | Inscrit      | 1997  |      |
| Osterleuchter                                                           | Bronze, vergoldet, 18. Jahrhundert                                                                           | in der Kirche St-Maurice (Lage) | PM70001991    | Inscrit      | 1989  |      |
| Skulptur Heiliger Mauritius                                             | Holz, farbig gefasst, 18. Jahrhundert                                                                        | in der Kirche St-Maurice (Lage) | PM70001992    | Inscrit      | 1989  |      |